# Američka visokožbunasta borovnica
Američka visokožbunasta borovnica potiče iz SAD. U divljem stanju se prostire u istočnom delu SAD-a (od Floride na jugu do Mičigena na severu). Dostiže visinu od 3 -4,5 m, a najbolje uspeva na vlažnim staništima i većoj nadmorskoj visini. Zbog specifičnosti korenovog sistema, veoma je osetljiva na sušu. Borovnica je po mnogo čemu specifična biljka. Pripada grupi jagodastih voćaka i veoma je značajna i korisna sa aspekta hranljivosti i lekovitih svojstava ploda. Vrlo malo je iskorišćena u odnosu na mogućnosti koje pruža. Borovnica je dugovečna biljka i njena eksploatacija traje od 20 pa do 50 god i više.
Američka visokožbunasta borovnica je jagodasta voćka, čija proizvodnja se smatra vrlo rentabilnom zahvaljujući prevashodno njenim biloško-proizovdnim karakteristikama. Njen plod sadrži dosta lekovitih materija i najveći je prirodni antioksidans. Samim tim jedna je od najzdravijih voćaka za svežu konzumaciju. Smatra se i lekovitom biljkom, dokazano je da konzumacija borovnice usporava proces starenja, jača imunski sistem, sprečava infarkt i moždane udare, pomaže u prevenciji kardiovaskularnih bolesti i naročito poboljšava vid i mnogih drugih. Prednosti gajenja ove biljke su što sazrevanje plodova počinje rano (u junu) kada se javlja deficit plodova na evropskom tržištu. Rano stupa na rod, već u drugoj godini zasada. Puna rodnost je posle pete godine, kada se može očekivati prinos od 5 i više kilograma po biljci.

## Stanište i rasprostranjenost
Gajena visokožbunasta borovnica (Vaccinium corymbosum L.) ili popularno nazvana “američka borovnica" je vrlo malo zastupljena u Srbiji, ispod 10 hektara. Njena proizvodnja u svetu poslednjih godina premašuje 200.000 tona i ima tendenciju povećanja. Najveći proizvođači su SAD i Kanada sa oko 140.000 t, zatim Poljska, Nemačka, Holandija, Skandinavske zemlje, Rumunija i dr. U svetu visokožbunastu borovnicu proizvode još Novi Zeland, Australija, Japan, Čile (gde površine naglo rastu), a slede i Argentina i Urugvaj. Prema podacima o ubrzanom širenju americke borovnice u svetu preti opasnost od hiperprodukcije što ce neminovno dovesti do pada cena na svetskom tržištu. Šumska borovnica (Vaccinium myrtillus L .) je rasprostranjena u svetu, a i kod nas na planinskim proplancima i visovima Kopaonika, Golije, Javora, Medvednika, Vlasine i dr. od 800 pa do 1300 m nadmorske visine. Ukupno se otkupi više desetina tona godišnje, a veliki deo ubrane borovnice se koristi u domaćinstvima tako da se ne može utvrditi tačna proizvodnja.

## Sorte borovnice
Sortiment borovnice nije tako brojan kao kod ostalih vrsta jagodastih voćaka. Do sad je proizvedeno oko 200 sorti, koje se sa različitim uspehom gaje u različitim zemljama. I ako se poslednjih godina povećava interesovanje za gajenjem borovnice u Srbiji, još uvek nisu precizno definisane sorte koje najbolje uspevaju na našim područjima.
| Neke sorte borovnice    |
| ----------------------- |
| Djuk (Duke)             |
| Patriot (patriot)       |
| Nui (Nui)               |
| Blukrop (Bluecrop)      |
| Liberti (Liberty)       |
| Čentiklir (Chanticleer) |
| Hjuron (Huron)          |
| Drejper (Draper)        |
| Aurora (Aurora)         |
| Blugold (Bluegold)      |
| Brigita (Brigitta)      |

### Sorte najčešče gajene u Srbiji
Duke je jedna od najčešće gajenih sorti na našem području. Proizvedena je 1986. godine u SAD, ukrštanjem sorti: Ivanhoe x Earlyblue.Sazreva rno, u prvoj dekadi juna. Žbun dostiže visinu od 1.3-1.8m, umereno je bujan uspravnog rasta sa granama koje se pod teretom roda savijaju ka zemlji. Vrlo rodna sorta sa prinsom po žbunu u punom rodu oko 6 kg. Bobice su srednje krupne do krupne, svetloplave, slatko-nakiselog ukusa. Jako otporna sorta na bolesti i zimu. Pogodna je za mehanizovanu berbu.
Bluecrop je jedna od starijih sorti, u proizvodnji je od 1952. godine i predstavlja najrašireniju sortu u svetu zbog izražene adaptivnostina razlčite pedoklimatske uslove. Sazreva srednje rano (krajem druge dekade juna). Žbun je bujan, uspravn i vitalan, otporan na mrazeve i bolesti. Ima jako visok potencijanl rodnosti, od 4 do 6+ kg po biljci, ali u poređenju sa sortom Djuk, ipak je na nižoj lestvici. Bobice su krupne, loptastokolačaste svetlo plave boje i jako čvrste. Meso je nakiselo, aromatino, vrlo prijatnog ukusa. Pogodna je za mehanizovanu berbu.
Draper je jedna od mlađih sorti, stvorena 2004. godine na Univerzitetu u Mičigenu. Sazreva nekoliko dana posle sorte Bluecrop (polovinom juna) i odlikuje se koncentrisanim zrenjem. Snažnog i visokog rasta, a srednja do visoke produktivnosti. Plodovi su krupni i uniformni vrlo slatkog ukusa sa niskim sadržajem kiselina. Tolerantna na bolesti. Ima dobru transportabilnost i pogodna je za skladištenje.
Huron je novija sorta u svetu, isto proizvedena na Univerzitetu i Mičigenu. Srednje rano zrenje (6 dana posle sorte Duke). Jako produktivna sorta, ali u pojedinim ogledima je pokazala nižu rodnost od sorte Draper. Žbun je bujan, ispravan i jako razgranat brojnim izdancima. Berba je olakšana malo kod ove sorte, jer ima dobru izloženost plodova na žbunu. Bobica je srednje krupna, ljubičasto-plave boje i izuzetne čvrstoće. U punoj zrelosti poseduje jako sladak ukus, zbog čega je pogodniji za kasnu berbu. Odlične skladišne sposobnosti, ima mogućnost skladištenja nekoliko nedelja duže od sorte Duke.

## Značaj ploda borovnice:
Plod borovnice je veoma cenjeno i ukusno voće. Ima visok sadržaj šećera (prosečno 6,5 do 8% i više), ukupnih kiselina (1-3%), zatim proteina (1,1%), celuloze (1,5 - 2%), pektina (1,8%), antocijanina, mineralnih soli, vitamina i dr. Energetska vrednost borovnice je niska svega 60Kcal u 100g ploda tako daje vrlo korisna u dijetama protiv gojaznosti.Koristi se uglavnom svež, što je i najkorisnije, zamrznut ili u obliku nekih prerađevina kao što su marmelade, voćni jogurti, sokovi, želea, slatka, kompoti i dr. U farmaceutskoj industriji koriste se specificne terapeutske osobine jedinjenja prisutnih u borovnici (inace retka u drugim biljnim esencijama), najviše u pravljanju preparata za prevenciju i lečenje bolesti očiju. Antocijani iz ploda borovnice deluju kao izraziti antioksidansi u borbi protiv slobodnih radikala isprecavanju nastanak raznih bolesti pa i kancera kod čoveka.

## Uslovi uspevanja
Gajena borovnica ima širok areal uspevanja i svojevrsne zahteve u pogledu klimatskih i zemljišnih uslova. Od klimatskih činilaca za gajenje borovnice najveci znacaj imaju toplota, voda i vlažnost vazduha i svetlost. Gajenim sortama borovnice najviše odgovaraju umereno topla i umereno vlažna podrucja, sa vegetacionim periodom dužim od 160 dana. Blizina vodenih povšina, takode povoljno deluju na rast i razvitak ove voćne vrste.

### Položaj
Borovnica uspeva na nadmorskoj visini izmedu 300 i 800m, a u južnijim lokalitetima i do 1000m. lznad ovih visina plodovi visokožbunaste borovnice pojedinih godina ne mogu da održe i nakupe dovoljno šećera pa je tamo gajenje rizično i u tom slucaju isključivo treba birati ranostasne sorte. U toplijim i niskim predelima visokožbunasta borovnica ne nakupi dovoljno niskih temperatura koje su potrebne za redovnu rodnost. Najbolji položaji su seveni i severozapadni (osojni), jer bolje zadržavaju vlagu. Južne ekspozicije treba izbegavati posebno na manjim nadmorskim visinama zbog jakog zagrevanja zemljišta i gubljenja vlage. Nagib terena treba da je od 30 do 50.

### Zemljište
Optimalan sadržaj humusa u zemljištu za gajenje borovnice je 7 do 10%. Laka, struktuma, dobro drenirana i dobro aerirana kisela zemljišta bogata humusom odgovaraju borovnici. To su pre svega šumska zemljišta bogata ostacima nastalih raspadanjem šumskih sastojina, gajnjace, deluvijalna zemljišta sa puno humusa u podnožju planinskih visova, višegodišnji pašnjaci i sl. Dubina zemljišta treba da je od 30 do 50 cm, a što je dublji sloj bogat sa humusom to je uspeh u gajenju borovnice bolji. Nivo podzemne stajaće vode treba da je na 50 cm od površine kako ne bi ugrožavao njen opstanak. Zemljište mora biti stalne umerene vlažnosti, a nedostatak vlage nadomešcuje se ugradnjom sistema za navodnjavanje. Posebnu pažnju treba obratiti naprisustvo truležnica korena višegodišnjih kultura koje mogu izuzetno štetno delovati na simbiotsku mikorizu korena borovnice.
Poznato je da borovnici odgovaraju laka rastresita, ocedita i dobro aerirana kisela zemljišta sa pH 4,2-4,8. Najbolji terenu su brdsko planinski delovi koje su pokrivale četinarske šume. Pogodna zemljišta su gajnjače, peskovite ilovače, deluvijalna zemljišta sa dosta humusa u podnožju planinskih visova, višegodišnji pašnjaci i sl. Optimalan sadržaj humusa u zemljištu je od 7 do 10%. Korigovanje kiselisti zemljišta se radi kada je pH vrenost veća od 5,6 i to dodavanjem elementarnog sumpora. Taj proces se naziva acidifikacija.
U Srbiji gotovo i ne postoje pogodna zemljišta za gajenje borovnice u pogledu njihovih fizičkih i hemijskih osobina, izuzijamući predele na većim nadmorskim visinama gde nema puteva ni raspoložive radne snage. Najčešći nedostaci zemljištu su humus, ali i fosfor i kalijum.

### Toplota
Rani jesenji mrazevi, pri temperaturi od -120C, mogu naneti štete nedozrelim izdancima i cvetnim pupoljcima. Pozni prolećni mrazevi po pravilu ne predstavljaju veću opasnost zbog toga što borovnica relativno kasnije cveta. Temperature utiču i na normalno sazrevanje plodova. U zavisnosti od sorte i temperature, borovnica sazreva od 50 do 90 dana posle cvetanja. Niže temperature i nedovoljna suma toplote uticu da plodovi neravnomerno sazrevaju ili da uopste ne sazre. Visoke letnje temperature štetno utiču na žbun borovnice. Plodovi brže dozrevaju, sitni su i nekvalitetni a na 35 do 400C dolazi do sušenja žbuna jer koren, bez korenovih dlačica, ne može dovoljno da usvoji vode koliko se izgubi transpiracijom.

### Voda i vlažnost
Za uspešno gajenje borovnice potrebno je od 900 do 1400 mm vodenog taloga godišnje od toga preko 1000 mm ravnomerno rasporedjenih u periodu vegetacije a relativna vlažnost vazduha iznad 80%. Kritični period i za vlagu kod borovnice su u fenofazi cvetanja (maj), rasta i zrenja plodova (jun, jul, na višim terenima i avgust) i obrazovanja rodnog potencijala za narednu godinu (avgust). Intenzivna i visokoproduktivna proizvodnja borovnice moguća je jedino u krajevima sa preko 800 mm vodenog taloga godišnje, s tim da je više od 50%  pravilno rasporedjeno u toku vegetacionog perioda. Ukoliko su nedeljne kolicine padavina u toku vegetacije manje od 20 do 50 mm neophodno je izvršiti navodnjavanje sistemom "kap po kap", veštačkom kišom ili vodenim kolima. Usled suše mladari postaju slabi, slabije je zametanje plodova, a lišće prevremeno otpada. U ekstremnim slučajevima dolazi do sušenja mladara, pa cak i čitave biljke. Do ove pojave relativno često dolazi zbog specifičnosti gradje korenovog sistema borovnice, koji je veoma plitak.

## Sadnja borovnice
Postoji dosta različitih načina sadnje borovnice, sve zavisi od područja, klime, zemljišta, raspoložive mehanizacije i radne snage, finansijske mogućnosti i drugo. Naj poznatiji načini sadnje u svetu su:

### Sadnja na banak (gredice)
Sadnja na banak se najčešće koristi u Holandiji. Jedan je od najboljih načina sadnje ako su odgovarajuće osobine zemljišta. Ovaj način sadnje je nešto komplikovaniji od ostalih. Priprema se tako što se po već obeleženim redovima posipa supstrat (kisli treset granulacije 20-40) u količini od 300m² po ha, pa se uz pomoć priključne mašine napravi banak (gredica) oblika romba visine 50 cm, donje širine do 80 cm, i gornje širine 40–50 cm. Time smo dobili banak koji je sačinjen 70% od treseta i 30% zemljišta, što je idealno za gajenje borovnice. Ovaj tip sanje se odlikuje time što su sadnice izdignute od zemlje, što znači da su dobro drenirane, koren ima idealne uslove rasta u gredici jer je rastresita i ne dolazi do zamrzavanja korena.

### Sadnja u jamiće
Sadnja u jamiće je najracionalniji način sadnje. Jednostavan je i brz. Na parceli koja je uredno sređena za sadnju se iskopaju jamići dimenzije 50x50cm ili 50x40cm i 40 cm dubine. One se pune mešavinom trule borove piljevine i treseta. Time se dobija idealna kombinacija supstrata i idealno stanište za gajenje borovnice.

### Hidroponika
Hidroponika je relativno nov način sadnje. Potiče iz Poljske i Holandije i odlikuje se time što se sadi u čiste supstrate bez zemljišta, već u saksije ili kese.
Te saksije predtavljaju stanište za biljku idućih 20 godina. Ovaj tip sadnje se radi tako što se saksije ili kese zapremine 25l napune supstratom odgovarajućim za borovnicu i stavi se u prethodno iskopan rov ili banak radi zagrtanja zemljištem. Bitno je da saksije ili kese budu probušene na dnu zbog drenaže.

## Održavanje zasada
Održavanje zasada zahteva konstantno prisustvo i praćenje rasta biljaka. Obavezan je sistem za navodnjavanje, jer je poznato da borovnica zahteva velike količine vode u šušnim periodima, uz to poželjan je i sistem za fertigaciju uz pomoć kojeg đubrimo biljke po već napravljenom planu. Kao i za đubrenje potreban je plan zaštite biljaka od raznih štetočina i bolesti. Sa uspešnim sistemom za navodnjavanje pomoću koga dobijamo potrebnu količinu vode i đubriva dnevno, i uspešnim planom zaštite namenjenim za ovu kulturu, ne bi trebalo da bude nikakvi problema u održavanju zasada.

## Trendovi borovnice
Statističkim podaci privredne komore SAD pokazuju da je konzumacija sveže borovnice po glavi stanovnika u SAD-u preko 3 kg, dok je u evropi svega 30g. Ovaj podatak sam po sebi pokazuje da je proizvodnja borovnice u Evropi na usponu i da postoji velika potražnja sveže borovnice na tržištu.

## Literatura
- Gough, Robert Edward (1994). The highbush blueberry and its management. Psychology Press. стр. 3. ISBN 978-1560220213. Приступљено 29. 4. 2011.

## Spoljašnje veze
- Gajenje visokožbunaste borovnice
- Proizvođači sadnica borovnica u Holandiji